# Pat Nixon
Thelma Catherine „Pat” Nixon (născută Ryan; 16 martie 1912, Ely, Nevada – d. 22 iunie 1993) a fost soția lui Richard Nixon, cel de-al 37-lea Președinte al Statelor Unite, și Prima Doamnă a Statelor Unite din 1969 până în 1974.

## Legături externe
- Biografia lui Pat Nixon pe site-ul fundației Nixon